# Назирова, Мина Башировна
Мина Башировна (Башир Кызы) Назирова (1914, Сувагел, Закатальский округ — 1984) — советский хозяйственный деятель, передовик овцеводства. Герой Социалистического Труда (1958), делегат XXI съезда КПСС, депутат Верховного Совета СССР и Верховного Совета Азербайджана.

## Биография
Родилась в 1914 году в горном селе Сувагел Закатальского округа. По национальности — цахурка. Окончила Сувагельскую сельскую начальную школу, затем была направлена в двухгодичную партийную школу при Центральном комитете Компартии Азербайджана.
Трудовая карьера Назировой началась с поста заместителя председателя исполкома Закатальского Уездного Совета. После этого она занималась педагогической деятельностью в родном Сувагеле, а затем была назначена помощником прокурора Закатальского района и исполняющей обязанности председателя Сувагельского сельисполкома.
С 1955 по 1982 год Мина Назирова возглавляла колхоз имени Ленина, центром которого был Сувагел и который являлся одним из крупнейших овцеводческих хозяйств, насчитывая до 40—50 тысяч голов мелкого рогатого скота, что в несколько раз превышало поголовье в начале её председательской карьеры. За время её руководства колхоз регулярно досрочно выполнял и перевыполнял планы и социалистические обязательства. Само село Сувагел было перемещено из горного района на равнину, в места с более развитой инфраструктурой, телефонной сетью и водоснабжением из артезианских скважин, что позволило его населению вырасти до пяти тысяч человек. Были открыты две современных школы, больница на 50 мест, дом культуры, библиотека.
Наряду с постом председателя колхоза Мина Назирова избиралась депутатом сельского и районного советов, членом исполкома, бюро и пленумов райкома КПСС. Её заслуги были отмечены и на более высоком уровне: она была избрана делегатом Верховного Совета СССР (в Совет национальностей) третьего, четвёртого и пятого созывов, депутатом XXI (внеочередного) съезда КПСС, а также депутатом второго, пятого и седьмого созывов Верховного Совета Азербайджанской ССР. В 1958 году ей было присвоено звание Героя Социалистического Труда.
Мина Башировна Назирова скончалась в 1984 году после тяжёлой болезни и похоронена на кладбище города Закаталы.

## Признание заслуг
Помимо звания Героя Социалистического Труда, Мина Назирова была награждена орденами Октябрьской революции, Трудового Красного знамени, «Знак Почёта» и медалями.
В честь Назировой названа улица в городе Закаталы и сувагельская сельская средняя школа № 1. Ей посвящена песня «Даглар кызы» — «Дочь гор».